# Кулнинг
Кулнинг (швед. kulning, lockrop) је посебна вокална техника којом су у Скандинавији пастири комуницирали једни са другима и са својом стоком (оваце, козе, краве) на великим удаљеностима. То је традиционални зов којим се стока позива да се врати са високих планинских пашњака на којима је током дана пасла. Музиколози га сматрају суштинским звуком нордијске народне музичке традиције. Верује се да потиче из древне нордијске културе и преноси се у усменој традицији све до данашњих дана. Савремени кулнинг сматра се типично шведским културним наслеђем и везује се најчешће за женске извођаче. Асимилован је у модерну музику, како народну, тако и у уметничку.

## Етимологија
Шведски израз „кулнинг“ настао је од речи речи „kuh“ (крава) и „lock“ (позвати, наговорити).

## Историја
| Карин Едвардсон Јохансон (1909—1997) била је једна од најпознатијих извођачица кулнинга. Њен зов су документовали, између осталих, Шведски музејски архив, Шведски Радио и Музеј Даларна. |
| |

Кулнинг потиче из древне нордијске културе и преноси се у непрекинутој усменој традицији све до данас. Није познато колико је традиција стара, али постоји општа сагласност око чињенице да су викиншке свештенице интонирале своје инкантације на начин који се може односити на овај древни нордијски вокални звук. У 16. веку свештеник Олаус Магнус у свом извештају цркви помиње пољопривреднике у Шведској, али се ови гласовни сигнали помињу много касније. Крајем 80-их година 17. века професор на универзитету у Упсали Јоханес Колумбо пише о „веома чудним позивима пастирица у шведским планинама“. Крајем 18. века јавио се покрет за „поновно откривање“ европске руралне музике, што је кулминирало сто година касније, током периода националног романтизма крајем 19. века. Кулнинг, који је вековима био део пастирске свакодневице и што би до тада мало ко могао назвати музиком, уздигнут је и додељене су му нове културне вредности. Појавиле су се разгледнице, слике, песме и такмичења као део прославе руралне културе и њене карактеристичне музике. Појавиле су се и транскрипције ових шведских пастирских мелодија.
Уз крављи рог и лур (дуги рог), кулнинг је био важно оруђе скандинавских пастира све до половине 20. века. Служио је као гласовно музичко средство комуникације међу сточарима, као и са њихових животињама. Током летње сезоне, због недостатка пашњака у близини насеобина, сточари су морали своја стада да одводе на удаљене пашњаке. За надгледање стада, као и за прављење сира и сурутке и прикупљање залиха за зиму углавном су били задужени жене и деца, док су мушкарци остајали на имањима, како би се бринули о жетви. Тако је и кулнинг углавном женска уметност певања. Пастирице су познавале уобичајене сигналне позиве за комуникацију са животињама и другим пастирима, али су имале и своје личне позиве и мелодије којима су се изражавале. Слично као јодловање и кулнинг је музика створена за ширење звука на велику даљину. Произведени звук је звонак и одјекује у долини, а животиње се одазивају овом зову. Неки позиви укључују имена животиња које предводе стадо. Стада никада нису велика па их је лако дозвати. Кулнинг се такође користи и за плашење предатора, као што су вукови, али и као упозорење другим пастирицама да постоји опасност.
Са пољопривредним реформама почетком 20. века смањила се потреба за сеобама стада на планинске пашњаке. Унапређена пољопривредна производња омогућила је да сеоске пољопривредне површине дају довољно приноса за исхрану и људи и животиња. Половином 20. века индустријализована је и производње млека, па су постепено напуштени многи планински пашњаци, а песма пастирица је готово потпуно утихнула. Али неки су наставили традицију фебода.

## Кулнинг данас
| Неколико примера кулнинга: |
|                            |

Данас је кулнинг асимилован у модерну народну музику. Музиколози га сматрају суштинским звуком нордијске народне музичке традиције. Нуди могућности за вокално извођење на свим нивоима вештина — од једноставних позива стада и традиционалних мелодија до изазовних импровизација са јединственим звуком. Последњих деценија, како се место жена у друштву променило, кулнинг се од пастирске потребе претворио у облик индивидуалног музичког израза, све до оперских арија, али се и даље може препознати у свакодневном животу, у нешто другачијем контексту. Може се чути у позиву мајки да се деца врате кући, а неке жене су чак научиле ове далекосежне звуке као облик самоодбране.
Кулнинг је постао церемонијална пракса и перформанс. Ова песма је егзотизована, институционализована, академизована и културно уздигнута. Сматра се јединственом, тешком за учење савладавање. Предаје се у вишим школским институцијама, попут Краљевске музичке академије у Стокхолму. Неколико носилаца традиције нуди своје курсеве. Изводи се у различитим приликама и на разним местима — од паузе на хокејашким утакмицама и отварања сајмова, до краљевског замка, пред краљем Шведске и његовим гостима. Кулнинг се изводи широм света, део је неких опера, а може се чути и у Дизнијевом филмском хиту Залеђено краљевство. Данас се кулнинг може назвати и градском и сеоском песмом. Изводе га и самоуке жене на селу и школоване певачице, а обухвата и оперско и традиционално певање, компоновано и импровизовано.

## Техника певања
Техника певања кулнинга је нека врста вика у веома високом вокалном регистру, а звук је истовремено веома моћан и веома леп. Овај високотонски, готово назалан начин певања може се чути далеко кроз шуме и преко планина.  При певању кулнинга звук може да достигне јачину и до 125 децибела, што може бити опасно гласно за некога ко стоји поред извора, али га зато може чути залутала крава удаљена више од пет километара.
Да би се певао кулнинг потребно је научити одговарајућу технику, која се у многоме разликује од оне код класичног или популарног певања. Вештину певања кулнинга преносиле су жене кроз генерације, додајући индивидуални штих и вокалну орнаментику. За кулнинг је кључна импровизација, јер се мора певати све док се животиње не одазову и врате. 

## Теме песама
Певање је било природни део сеоског живота и сачувани су многи текстови ових песама. Кроз њих се може добити слика некадашњег начина живота у сеоским заједницама. Ове песме говоре о тешком раду, животињама које се губе, опасностима које вребају у шуми, али и о чежњи за љубављу, лепоти природе и слободи у шетњи шумом.